# Оттендорф (Шлезвіг-Гольштейн)
Оттендорф (нім. Ottendorf) — громада в Німеччині, розташована в землі Шлезвіг-Гольштейн. Входить до складу району Рендсбург-Екернферде. Складова частина об'єднання громад Ахтервер.
Площа — 3,55 км2. Населення становить 968 ос. (станом на 31 грудня 2020).